# Ал-Насър
Ал-Насър (на арабски: نادي النصر السعودي; Насър означава Победа) е футболен клуб от Саудитска Арабия, базиран в Рияд. Създаден през 1955 г., клубът играе домакинските си мачове на Мрсол Парк. Домакинските му цветове са жълто и синьо.
Съперникът им е Ал-Хилал.
Ал-Насър е един от най-успешните клубове в Саудитска Арабия, с 27 купи във всички турнири.
На местно ниво клубът печели девет титли от Саудитската Про лига, шест Купи на краля, три Купи на престолонаследника, три Купи на федерацията и две Суперкупи на Саудитска Арабия. На международно ниво печели две Шампионски лиги на Персийския залив и исторически азиатски дубъл през 1998 г., като печели както Купата на носителите на купи на Азия, така и Суперкупата на Азия.

## История

### Начало и триумфи (1955 – 1989)
Ал-Насър е основан през 1955 г. от Сеид Бин Мутлак Ал-Джаба Ал-Девиш Ал-Мутаири. Тренировките се провеждат на старо игрище в Гашлат Ал-Шорта западно от Ал-Фота Гардън, където се намира малко футболно игрище и малка стая за съхранение на топки и фланелки. В допълнение към братята Ал-Джаба, Али и Иса Ал-Овайс са сред първите, които работят в клуба.
Клубът функционира като аматьорски клуб до 1960 г., когато е официално регистриран в Генералното президентство на младежта. По това време Абдул Рахман бин Сауд Ал-Сауд застава начело на Ал-Насър. Ал-Насър започва във втора дивизия. Те печелят промоця в първа дивизия през 1963 г. През 1970-те и 1980-те години клубът печели четири титли от Висшата лига на Саудитска Арабия, шест Купи на краля, три Купи на престолонаследника и три Купи на федерацията. Успехът на отбора е изграден около „Златното трио на Саудитска Арабия“ на Маджид Абдула, Фахад Ал-Биши и Мохайсен Ал-Джаман.

### 1990-те години (1989 – 2002)
През 1990-те Ал-Насър печели още две титли от Висшата лига на Саудитска Арабия, Купата на краля и Купата на федерацията. Те също имат успех в няколко международни турнира, спечелвайки две Шампионски лиги на Персийския залив, една Купа на носителите на купи на Азия и една Суперкупа на Азия. Като шампион на Суперкупата на Азия, Ал-Настр представя региона на АФК на първото Световно клубно първенство на ФИФА в Бразилия през 2000 г. В състезанието Ал Насър играе срещу Спорт Клуб Коринтианс Паулища, Реал Мадрид и Раджа Казабланка и завършва 3-ти в групата. Ал-Насър печели наградата за феърплей на турнира.

### Неуспехи (2003 – 2007)
След оттеглянето на Златното трио, Ал-Насър претърпява неуспехи. През 2006/07 клубът се спасява от изпадане в последния ден от сезона, което кара почетните членове на клуба да започнат ефективен дългосрочен план, за да сменят ръководството и фуболистите на отбора.

### Възраждане (2008 – сега)
След подмяна на играчите, Ал-Насър печели Купата на федерацията през 2008 г. срещу градския съперник Ал-Хилал. Клубът завършва на трето място през 2009/10, осигурявайки си Азиатската Шампионска лига за следващия сезон. През 2011/12 Ал-Насър е на финала за Купата на краля, само за да завърши като подгласник, а през 2012/13 Ал-Насър продължава стабилните си стъпки към завръщане като саудитския гигант, който някога е бил, като достига Финал за Купата на престолонаследника, където губи от Ал-Хилал след дузпи.
През 2013/14 Ал-Насър постига дългосрочната си цел като печели впечатляващ дубъл срещу градския съперник Ал-Хилал както в лигата, така и в купата на престолонаследника. Впоследствие отборът се класира за Шампионската лига на АФК 2015 след удивителното постижение.
През сезон 2014/15 Ал-Насър продължава да защитава титлата като шампион, като печели лигата и достига финала на Купата на краля, както и се класира за полуфинала на престолонаследника.
През сезон 2018/19 Ал-Насър печели лигата, както и стига до полуфиналите на Купата на краля и четвъртфиналите на Азиатската Шампионска лига.
И през 2020 г., и през 2021 г. Ал-Насър печели последователно Суперкупата на Саудитска Арабия, побеждавайки Ал-Тавун с 1:1 (5:4 дузпи) през 2020 г. и побеждавайки своите градски съперници Ал-Хилал с 3:0 през 2021 г.
На 30 декември 2022 г. Ал-Насър подписва с Кристиано Роналдо, след като португалецът напуска Манчестър Юнайтед по взаимно съгласие. Договорът на Роналдо е за две години и половина до 2025 г., с обща заплата от 200 милиона евро на година, смятана за най-високата заплата, плащана някога на професионален футболист.

## Герб и цветове
Ал-Насър е арабската дума за „победа“. Клубове със същото име има още в Оман, Кувейт, Бахрейн, ОАЕ и Либия, но клубът от Саудитска Арабия е първият, който приема името.
Логото на клуба представлява картата на Арабия с жълти и сини цветове. Жълтото представя пясъка на арабските пустини и синьо за водата в Арабско море, Арабския залив и Червено море, заобикалящи Арабския полуостров. Наскоро старото лого е заменено с „по-модерна версия“, но все още е силно повлияно от старото клубно лого.

### Екипировка и спонсор
| Година      | Екипировка  | Спонсор               |
| ----------- | ----------- | --------------------- |
| 2006 – 2008 | Lotto       | Al-Jawal              |
| 2008 – 2010 | Lotto       | Saudi Telecom Company |
| 2010 – 2012 | Nike        | Saudi Telecom Company |
| 2012 – 2013 | NFC         | Saudi Telecom Company |
| 2013 – 2014 | NFC         | Nassrawi.com          |
| 2014 – 2017 | NFC         | Mobily                |
| 2017 – 2018 | New Balance | None                  |
| 2018 – 2021 | Victory     | Etihad Airways        |
| 2021 – 2022 | Victory     | Lebara                |
| 2022 – 2023 | Duneus      | Shurfah               |
| 2023 –      | Nike        | KAFD                  |

## Успехи
- Саудитска Про лига (9): 1974/75, 1979/80, 1980/81, 1988/89, 1993/94, 1994/95, 2013/14, 2014/15, 2018/19
- Купа на Краля (6): 1974, 1976, 1981, 1986, 1987, 1990
- Купа на престолонаследника (3): 1973, 1974, 2014
- Купа на Саудитската федерация (3): 1976, 1998, 2008
- Саудитска Суперкупа (2): 2019, 2020
- Саудитска Втора лига (1): 1963
- Риядска регионална лига (8): 1966, 1967, 1969, 1970, 1971, 1972, 1973, 1974
- Купа на носителите на купи на Азия (1): 1997/98
- Суперкупа на Азия (1): 1998
- Шампионска лига на Персийския залив (2): 1996, 1997

## Български футболисти
- Христо Стоичков: 1998 - (2 мача - 1 гол)

## Български треньори
- Димитър Пенев (1997)
- Димитър Димитров – Херо (2004 – 2005)